# Kamil Syprzak
Kamil Syprzak (* 23. července 1991 Płock) je polský házenkář. Měří 207 cm a hraje na pozici pivota.
Začínal v klubu Wisła Płock, s nímž se stal v roce 2008 juniorským mistrem Polska. Od února 2009 hrál za tým dospělých a v roce 2011 s ním vyhrál polskou ligu. V roce 2015 přestoupil do FC Barcelona, kde získal čtyři španělské tituly a v letech 2017 a 2018 vyhrál klubové mistrovství světa. Od roku 2019 je hráčem Paris Saint-Germain. V letech 2020 až 2024 s tímto klubem pětkrát v řadě vyhrál francouzskou ligu a třikrát byl vyhlášen nejlepším pivotmanem soutěže. V letech 2021 a 2022 vyhrál francouzský pohár a v roce 2023 superpohár. V sezóně 2023/24 dosáhl v Lize mistrů EHF 112 branek a stal se jako první polský házenkář v historii nejlepším střelcem soutěže.
Za polskou házenkářskou reprezentaci odehrál 175 utkání a vstřelil 394 branek. Debutoval v roce 2011, reprezentoval na šesti evropských a třech světových šampionátech. Na mistrovství světa v házené mužů 2015 přispěl k zisku bronzové medaile. Startoval také na Letních olympijských hrách 2016, kde Poláci skončili na čtvrtém místě. Po vyřazení v základní skupině mistrovství světa v házené mužů 2025 Syprzak opustil tým s poukazem na potřebu doléčit zranění a sklidil silnou kritiku za lehkovážný přístup k reprezentaci.
V roce 2015 mu byl udělen stříbrný Záslužný kříž.